# Paul Van Rompuy
Pour les articles homonymes, voir Van Rompaey.
Le baron (Paul) Van Rompuy, né le 18 décembre 1940 à Wavre-Sainte-Catherine est un professeur belge flamand.
Licencié en sciences économiques (KUL); degré spécial en économie mathématique; Master of Science en Économie à l'Université de l'Illinois; docteur en économie (KUL).
En 1975, il devient professeur ordinaire au département d'Économie; de 1970 à 1975 il fut directeur de recherche au centre d'Études économiques et de 1982 à 1985 président du département d'Économie. 
Son domaine de recherche se situait dans l'économie régionale, ensuite dans l'économie du marché du travail, l'économie publique et le fédéralisme économique. En 1983, il devient membre et rapporteur du Centre d'études pour la réforme de l'État, dont le rapport final contient une ébauche de la réforme de l'État de 1989. 
De 1989 à 2005, il fut président de la section Besoins de Financement de l'État du Conseil supérieur des Finances.
En 1995, il devint professeur extraordinaire de par sa nomination d'administrateur-délégué de la Société Fédérale de Participations, fonction qu'il quitta en 2005.
Il fut président de l'Institut belge des Finances publiques de 1998 à 2005 et est depuis 1994 membre de la Koninklijke Vlaamse Academie van België. 
Il fut élevé au rang de baron par le roi Albert II de Belgique en 2005.